# Jimmy Butler
Jimmy Butler III (Houston, 14 de setembro de 1989) é um jogador norte-americano de basquete profissional que atualmente joga no Golden State Warriors da National Basketball Association (NBA).
Butler foi selecionado pelo Chicago Bulls como a 30ª escolha geral no draft da NBA de 2011. Em 2015, ele foi o vencedor do Prêmio de Jogador que Mais Evoluiu. Depois de seis temporadas em Chicago, ele foi negociado para o Minnesota Timberwolves em junho de 2017. Butler foi novamente negociado em novembro de 2018, desta vez para o Philadelphia 76ers. Em julho de 2019, ele assinou com o Heat. Durante sua primeira temporada com a equipe, Butler chegou às finais da NBA. Em 2021, ele liderou a liga em roubos de bola.
Butler foi selecionado seis vezes para o All-Star Game, cinco vezes para o All-NBA Team, cinco vezes para a Equipe Defensiva e foi medalhista de ouro nas Olimpíadas de 2016.

## Primeiros anos
Antes do draft de 2011, um gerente geral da NBA disse sobre Butler: "Sua história é uma das mais marcantes que já vi em todos os meus anos de basquete. Houve muitas vezes em sua vida em que ele foi programado para fracassar mas ele superou todas as dificuldades. Quando você fala com ele - e ele hesita em falar sobre sua vida - você tem a sensação de que esse garoto tem grandeza".
Nascido em Houston, Texas, o pai de Butler abandonou a família quando ele era criança. Quando ele tinha 13 anos e morava em Tomball, subúrbio de Houston, sua mãe o expulsou de casa. Como Butler se lembrou em uma entrevista de 2011, ela disse a ele: "Não gosto da sua aparência. Você precisa ir". Ele se hospedou em casas de amigos, ficando por algumas semanas antes de se mudar para outra casa. Apesar disso, Butler mantém um relacionamento próximo com os pais, dizendo: "Não guardo rancor. Ainda converso com minha família. Nós nos amamos. Isso nunca vai mudar."
Em uma liga de basquete de verão antes de seu último ano na Tomball High School, ele foi notado por Jordan Leslie, um jogador de futebol americano e basquete, que o desafiou para uma competição de três pontos. Os dois imediatamente se tornaram amigos e Butler começou a se hospedar na casa dele. Embora a mãe e o padrasto de seu amigo, que tinha outros seis filhos, estivessem relutantes no início, eles o acolheram em poucos meses. Butler diria mais tarde: "Eles me aceitaram em sua família. E não foi por causa do basquete. Ela [Michelle Lambert, a mãe de Leslie] era simplesmente muito amorosa. Eu não conseguia acreditar".
Em seu terceiro ano na Tomball High, Butler teve média de 10 pontos. Em seu último ano, sendo capitão da equipe, ele teve médias de 19,9 pontos e 8,7 rebotes e foi eleito o melhor jogador da equipe.
Butler não foi muito recrutado ao sair do colégio e optou por estudar na Tyler Junior College em Tyler, Texas.

## Carreira universitária
Depois de sua primeira temporada na Tyler Junior College, onde teve médias de 18,1 pontos, 7,7 rebotes e 3,1 assistências, Butler atraiu o interesse dos programas da primeira divisão da NCAA. Considerado um recruta de duas estrelas pela 247Sports.com, ele foi listado como a 127º melhor perspectiva universitária em 2008.
Butler aceitou uma bolsa de estudos da Universidade Marquette, onde, como aluno de segundo ano, teve médias de 5,6 pontos e 3,9 rebotes e registrou uma porcentagem de lances livres certos de 76,8%.
Ele virou titular em seu terceiro ano e teve médias de 14,7 pontos e 6,4 rebotes. Sua temporada foi destacada por dois cestas vencedoras contra UConn e St. John's, para ajudar Marquette a terminar 11-7 na Big East e ter sua quinta aparição consecutiva no Torneio da NCAA.
Em sua última temporada, 2010-11, ele teve média de 15,7 pontos e ganhou uma Menção Honrosa para a Equipe da Big East pelo segundo ano consecutivo.

## Carreira profissional

### Chicago Bulls (2011–2017)

#### Primeiros anos e primeira seleção defensiva (2011-2014)
Butler foi selecionado pelo Chicago Bulls como a 30ª escolha geral no draft da NBA de 2011.
Ele teve oportunidades limitadas em seu ano de estreia, jogando apenas 42 jogos. Na temporada seguinte, ele jogou em todos os 82 jogos dos Bulls. Depois de jogar por poucos minutos no começo da temporada de 2012–13, ele teve minutos significativos ao longo da segunda metade da temporada, incluindo sendo titular em todos os 12 jogos dos playoff. Ele marcou 28 pontos contra o Toronto Raptors em 9 de abril. Dois dias depois, ele registrou seu primeiro duplo-duplo com 22 pontos e 14 rebotes contra o New York Knicks.
A temporada de 2013-14 viu Butler perder 15 jogos devido a lesão, limitando-se a 67 jogos. Ele teve média de 38,7 minutos, o recorde de sua carreira. Ele marcou 26 pontos contra o Memphis Grizzlies em 30 de dezembro. Ele estabeleceu um recorde da franquia quando jogou 60:20 minutos em uma prorrogação tripla contra o Orlando Magic em 15 de janeiro e terminou com 21 pontos, sete rebotes e seis assistências. No final da temporada, ele foi nomeado para a Segunda Equipe Defensiva da NBA.

#### MIP e primeiras seleções All-Star (2014–2016)

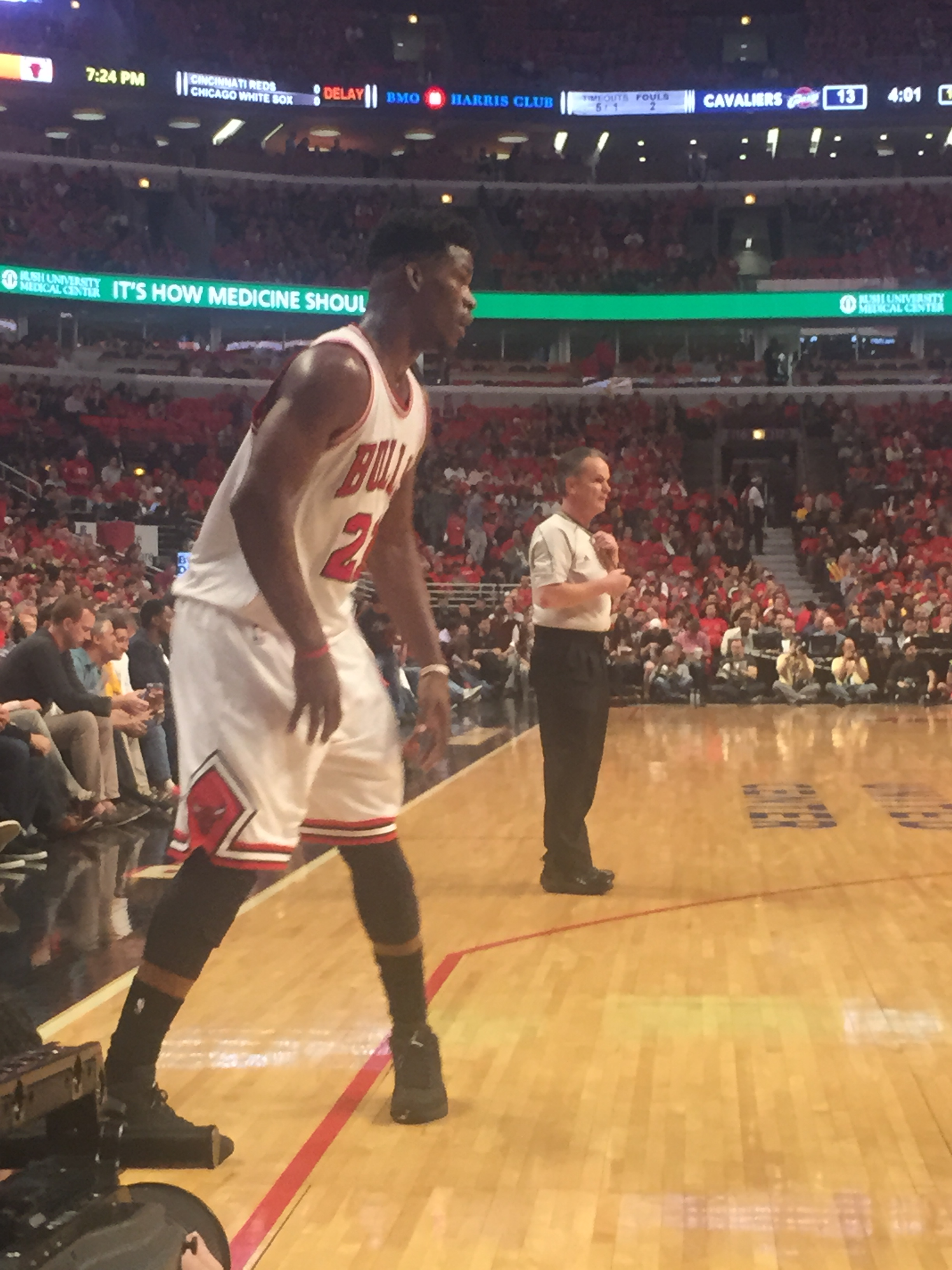
Butler em um jogo dos playoff de 2015 contra o Cleveland Cavaliers

Em 25 de novembro de 2014, Butler marcou 32 pontos na derrota para o Denver Nuggets. Em 3 de dezembro de 2014, ele foi nomeado o Jogador do Mês da Conferência Leste pelos jogos disputados em outubro e novembro. Em 18 de dezembro, ele marcou 35 pontos em uma vitória por 103-97 sobre o New York Knicks.
Em 29 de janeiro de 2015, ele foi nomeado como  reserva da Conferência Leste no All-Star Game da NBA de 2015.
Em 2 de março de 2015, ele foi afastado por três a seis semanas devido a uma lesão no cotovelo esquerdo. Ele voltou à ação em 23 de março contra o Charlotte Hornets, registrando 19 pontos e 9 rebotes em uma vitória por 98-86.
Em 20 de abril, Butler marcou 31 pontos na vitória por 91-82 sobre o Milwaukee Bucks para assumir uma vantagem de 2-0 na primeira rodada dos playoffs. Em 25 de abril, ele marcou 33 pontos na derrota por 92–90 para os Bucks, reduzindo sua liderança na série para 3-2. Eles ganharam o Jogo 6 da série, levando-os para as semifinais, onde perderam por 4–2 para o Cleveland Cavaliers.
Em 7 de maio, ele foi nomeado o Jogador que Mais Evoluiu na NBA e se tornou o primeiro jogador na história da franquia a ganhar o prêmio.
Em 9 de julho de 2015, Butler assinou novamente com os Bulls em um contrato de cinco anos e US $ 95 milhões.
Em 9 de dezembro, ele marcou 36 pontos na derrota para o Boston Celtics. Em 18 de dezembro, ele marcou 43 pontos em uma derrota, após uma quádrupla prorrogação, para o Detroit Pistons por 147–144. Em 3 de janeiro, Butler quebrou o recorde de Michael Jordan de mais pontos no intervalo pelos Bulls, marcando 40 de seus 42 pontos, e levou a equipe a uma vitória por 115-113 sobre o Toronto Raptors. Dois dias depois, ele registrou 32 pontos e 10 assistências na vitória de 117-106 sobre o Milwaukee Bucks. Em 14 de janeiro, ele marcou 53 pontos na vitória por 115-111 sobre o Philadelphia 76ers. Ele se tornou o primeiro jogador dos Bulls a marcar 50 pontos desde Jamal Crawford em 2004.
Em 5 de fevereiro, Butler sofreu uma distensão no joelho esquerdo em um jogo contra o Denver Nuggets e ficou quatro semanas de fora. Ele foi chamado para o All-Star Game de 2016, mas a lesão o forçou a desistir. Butler perdeu 11 jogos, voltando à ação em 5 de março contra o Houston Rockets e registrando 24 pontos, 11 rebotes, 6 assistências e 1 roubo de bola em 34 minutos na vitória por 108–100, ajudando os Bulls a acabar uma sequência de quatro derrotas consecutivas.
Em 2 de abril, ele registrou seu primeiro triplo-duplo da carreira com 28 pontos, 17 rebotes e 12 assistências na derrota por 94-90 para o Detroit Pistons. No último jogo da temporada, ele registrou seu segundo triplo-duplo da carreira com 10 pontos, 12 rebotes e 10 assistências na vitória por 115-105 sobre o Philadelphia 76ers.

#### Primeira seleção All-NBA (2016–2017)

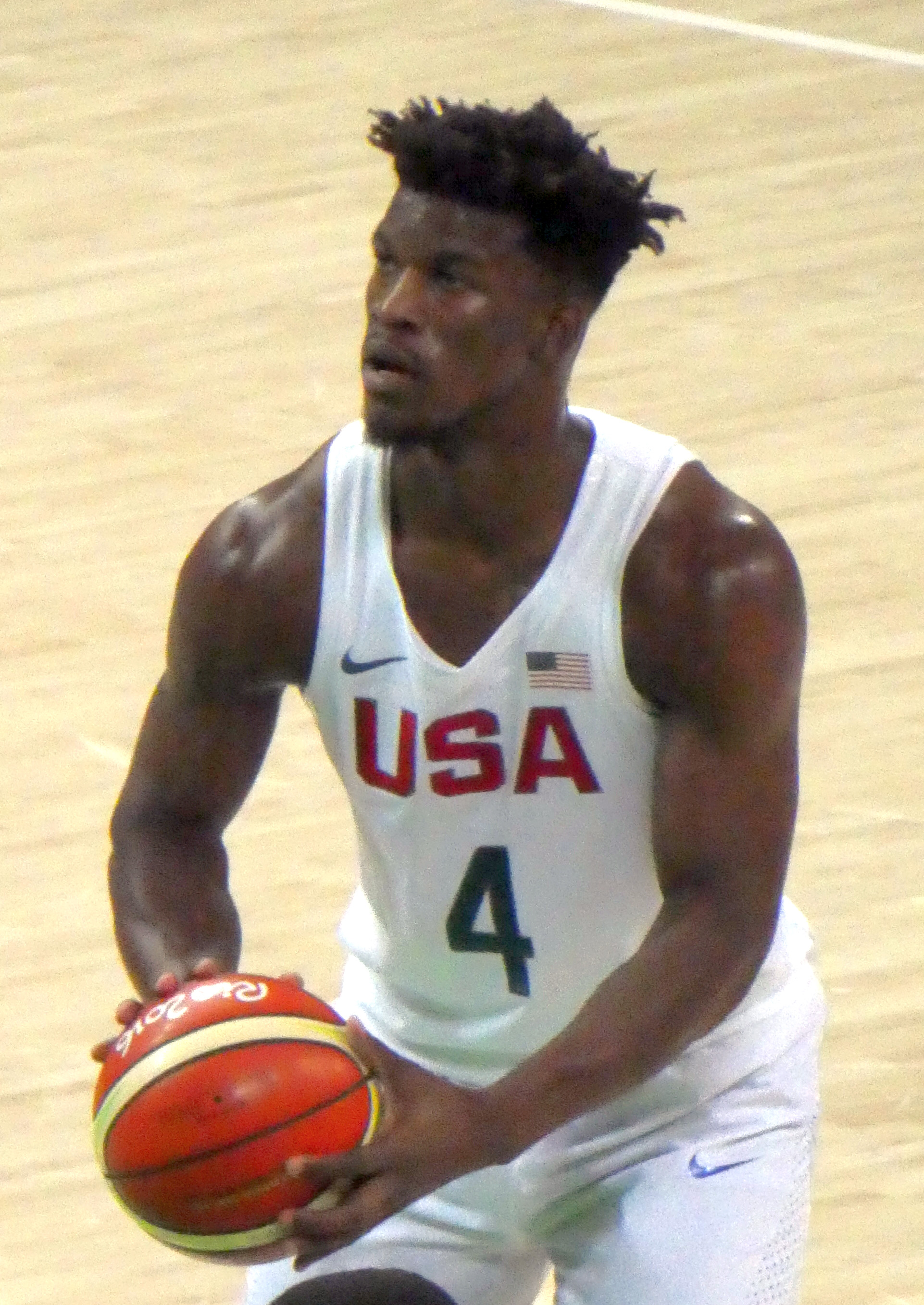
Butler com a equipe olímpica dos EUA de 2016

Na abertura da temporada dos Bulls em 27 de outubro, Butler marcou 24 pontos na vitória por 105-99 sobre o Boston Celtics. Em 9 de novembro, ele marcou 39 pontos na derrota por 115-107 para o Atlanta Hawks. Três dias depois, ele registrou 37 pontos, acertando todos os 14 lances livres, oito rebotes e nove assistências na vitória por 106-95 sobre o Washington Wizards.
Em 20 de novembro, ele marcou 40 pontos na vitória por 118-110 sobre o Los Angeles Lakers. No dia seguinte, ele foi nomeado o Jogador da Semana da Conferência Leste pelos jogos disputados de 14 de novembro a 20 de novembro.
Em 2 de janeiro de 2017, Butler registrou 52 pontos, 12 rebotes e 6 assistências na vitória por 118–111 sobre o Charlotte Hornets. Em 7 de janeiro, ele atingiu a marca de 40 pontos pela terceira vez em seis jogos, terminando com 42 pontos na vitória por 123–118 sobre o Toronto Raptors. Dois dias depois, ele foi nomeado o Jogador da Semana da Conferência Leste pelos jogos disputados de 2 de janeiro a 8 de janeiro. Em 19 de janeiro, Butler foi nomeado titular na Conferência Leste no All-Star Game da NBA de 2017.
Depois de questionar o desejo dos jogadores mais jovens após uma derrota para o Atlanta Hawks em 25 de janeiro, Butler foi multado e impedido de jogar contra o Miami Heat em 27 de janeiro como punição.
Em 25 de fevereiro de 2017, ele registrou seu terceiro triplo-duplo da carreira com 18 pontos, 10 rebotes e 10 assistências na vitória por 117–99 sobre o Cleveland Cavaliers. Em 26 de março de 2017, ele teve 20 pontos e 14 assistências na vitória por 109-94 sobre o Milwaukee Bucks. Em 6 de abril de 2017, ele registrou seu quarto triplo-duplo da carreira com 19 pontos, 10 rebotes e 10 assistências na vitória por 102–90 sobre o Philadelphia 76ers.

### Minnesota Timberwolves (2017–2018)
Em 22 de junho de 2017, Butler foi negociado, juntamente com Justin Patton, para o Minnesota Timberwolves em troca de Zach LaVine, Kris Dunn e Lauri Markkanen.
Em sua estreia pelos Timberwolves na abertura da temporada em 18 de outubro, ele marcou 12 pontos na derrota por 107-99 para o San Antonio Spurs. Em 3 de dezembro, ele marcou 20 de seus 33 pontos no quarto quarto da vitória por 112–106 sobre o Los Angeles Clippers. Em 12 de dezembro, ele marcou 38 pontos na derrota por 118-112 para o Philadelphia 76ers. Em 18 de dezembro, ele teve 37 pontos em uma vitória por 108–107 sobre o Portland Trail Blazers.
Em 23 de janeiro, ele foi nomeado como reserva da Conferência Oeste no All-Star Game da NBA de 2018. Ele optou por não jogar, priorizando a sequência esticada da temporada. No entanto, no primeiro jogo dos Timberwolves após o intervalo, em 23 de fevereiro contra o Houston Rockets, ele deixou o jogo no final do terceiro período com uma lesão no joelho direito. Dois dias depois, ele foi submetido a uma cirurgia e foi descartado por tempo indeterminado.
Em 6 de abril, Butler voltou à ação e marcou 18 pontos na vitória por 113-96 sobre o Los Angeles Lakers. No Jogo 3 da primeira rodada dos playoffs contra os Rockets, ele marcou 28 pontos em uma vitória por 121–105. Os Timberwolves perderam a série em cinco jogos.
Pouco antes do acampamento de treinos em 2018, Butler solicitou uma troca dos Timberwolves, indicando que ele não voltaria a assinar com a equipe em 2019. Quando uma troca não foi realizada antes do início da temporada regular, Butler optou por jogar pelo Minnesota na temporada de 2018-19. Ele jogou em 10 dos primeiros 13 jogos dos Timberwolves antes de ser negociado no início de novembro.

### Philadelphia 76ers (2018–2019)

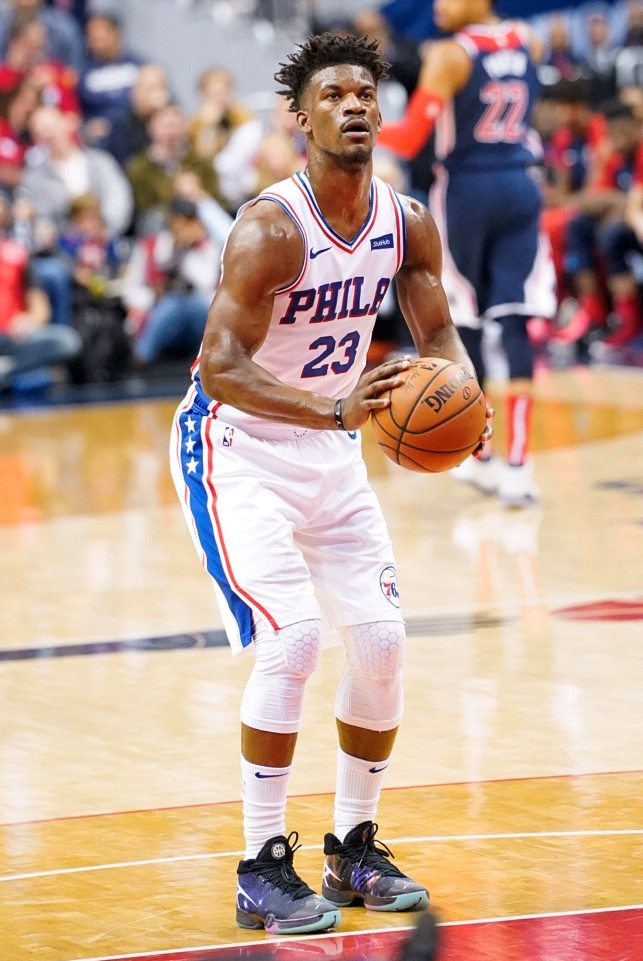
Butler se prepara para um lance livre em 2019

Em 12 de novembro de 2018, Butler foi negociado, junto com Justin Patton, para o Philadelphia 76ers em troca de Jerryd Bayless, Robert Covington, Dario Šarić e uma escolha de segunda rodada do draft de 2022.
Em 14 de novembro de 2018, ele fez sua estreia pelos 76ers e marcou 14 pontos na derrota por 111-106 para o Orlando Magic. Em 25 de novembro, ele registrou 34 pontos e 12 rebotes e fez uma cesta de 3 pontos com 2,3 segundos restantes para dar a vitória aos 76ers por 127-125 sobre o Brooklyn Nets. Em 5 de dezembro, ele marcou 38 pontos na derrota por 113-102 para o Toronto Raptors. Dois dias depois, ele teve um segundo jogo consecutivo de 38 pontos na vitória por 117–111 sobre o Detroit Pistons.
Em 29 de janeiro, Butler começou a jogar como armador e teve 20 pontos e seis assistências na vitória por 121-105 sobre o Los Angeles Lakers. No Jogo 1 da primeira rodada dos playoffs contra os Nets, Butler marcou 36 pontos em uma derrota de 111–102. No Jogo 2 da segunda rodada, ele registrou 30 pontos e 11 rebotes para ajudar os 76ers a empatar a série contra os Raptors em 1–1 com uma vitória de 94–89. No Jogo 6, ele marcou 25 pontos em uma vitória por 112–101, ajudando os 76ers a empatar a série contra os Raptors por 3–3. Os 76ers perderam por 92-90 no Jogo 7, apesar dos 16 pontos de Butler.

### Miami Heat (2019–2025)

#### Aparição nas finais (2019–2020)
Em 6 de julho de 2019, Butler assinou com o Miami Heat em uma troca de quatro equipes.
Em 9 de dezembro de 2019, Butler foi eleito o Jogador da Semana da Conferência Leste depois de ter médias de 27,5 pontos, 9,0 rebotes e 8,5 assistências. Em 10 de dezembro, ele registrou 20 pontos, 18 rebotes e 11 assistências na vitória por 135-121 contra o Atlanta Hawks. Em 30 de janeiro, Butler foi nomeado para seu quinto All-Star Game da NBA.
O Heat chegou às finais da NBA depois de derrotar o Boston Celtics nas finais da Conferência Leste em seis jogos, dando a Butler sua primeira aparição nas finais. No Jogo 3, Butler registrou 40 pontos, 11 rebotes e 13 assistências e se tornou o terceiro jogador na história das finais a registrar um triplo-duplo de mais de 40 pontos, juntando-se a LeBron James no Cleveland Cavaliers em 2015 e Jerry West no Los Angeles Lakers em 1969. 
No Jogo 5, Butler registrou 35 pontos, 12 rebotes, 11 assistências e 5 roubos de bola para se tornar o primeiro jogador a registrar mais de 35 pontos, 10 rebotes, 10 assistências e 5 roubos de bola em um jogo das finais. Ele é o segundo jogador a alcançar tais estatísticas na história dos playoffs da NBA depois de Gary Payton em 2000. Ele se tornou o sexto jogador com múltiplas triplos-duplos nas finais junto com James, Magic Johnson, Larry Bird, Wilt Chamberlain e Draymond Green. 
O Heat perdeu para os Lakers em seis jogos. Eventualmente, Butler se tornou apenas o segundo jogador nas finais a liderar o seu time em pontos, rebotes, assistências, roubos de bola e bloqueios, juntando-se a James em 2016.

#### Saída na primeira rodada (2020–2021)
Em 11 de fevereiro de 2021, Butler registrou seu 10ª triplo-duplo da carreira com 27 pontos, 10 rebotes e 10 assistências na vitória por 101-94 sobre o Houston Rockets. Em 18 de fevereiro, ele registrou seu 13º triplo-duplo da carreira com 13 pontos, 10 rebotes e 13 assistências na vitória por 118-110 sobre o Sacramento Kings, tornando-se o primeiro jogador na história da franquia com três triplo-duplo consecutivos. Junto com Bam Adebayo, que registrou 16 pontos, 12 rebotes e 10 assistências, eles se tornaram a primeira dupla na história da liga a registrar triplo-duplo no mesmo jogo mais de uma vez.
Nos playoffs, o Heat foi varrido em quatro jogos pelo Milwaukee Bucks, que venceria as finais da NBA. No jogo 4, Butler registrou seu terceiro triplo-duplo nos playoffs da carreira.

#### Finais da Conferência Leste (2021–2022)
Em 7 de agosto de 2021, Butler assinou uma extensão de contrato de quatro anos e US$ 184 milhões com o Heat.
Em 23 de janeiro de 2022, durante um confronto contra o Los Angeles Lakers e LeBron James, Butler superou James em primeiro lugar na lista de mais triplos-duplos pelo Heat. Em 3 de fevereiro, Butler foi nomeado reserva do All-Star Game da NBA de 2022, tornando-se sua sexta seleção da carreira.
Em 17 de abril, durante o Jogo 1 da primeira rodada dos playoffs, ele registrou 21 pontos, seis rebotes, quatro assistências e três roubos de bola na vitória por 115-91 sobre o Atlanta Hawks. Dois dias depois, ele teve 45 pontos, cinco rebotes e cinco assistências na vitória do jogo 2 por 115-105. Butler se tornou apenas o terceiro jogador na história da franquia a ter pelo menos 45 pontos, cinco assistências e cinco rebotes em um jogo de pós-temporada, juntando-se a James e Dwyane Wade. Ele também se tornou o quinto jogador desde 1978 a ter pelo menos 45 pontos e zero turnovers em um jogo de playoffs. No Jogo 4 dessa série, Butler registrou 36 pontos, 10 rebotes, quatro assistências e quatro roubos de bola em uma vitória por 110-86. Em 8 de maio, no Jogo 4 das semifinais da Conferência Leste, Butler registrou 40 pontos em uma derrota por 116-108 para o Philadelphia 76ers.
Em 17 de maio, no Jogo 1 das finais da Conferência Leste, Butler registrou 41 pontos, nove rebotes, cinco assistências, quatro roubadas de bola e três bloqueios na vitória por 118-107 sobre o Boston Celtics. Ele se tornou o primeiro jogador na história da pós-temporada a atingir todos esses marcos desde que roubos de bola e bloqueios foram registrados pela primeira vez em 1974. Em 21 de maio, Butler machucou o joelho direito e não jogou na segunda metade do Jogo 3. Miami venceria o jogo por 109-103 e lideraria a série por 2-1. No Jogo 6 da série, ele registrou 47 pontos, nove rebotes, oito assistências e quatro roubadas de bola para levar o Miami a uma vitória por 111-103 e forçar o Jogo 7. Ele se tornou o primeiro jogador desde Michael Jordan em 1988 a ter vários jogos de pelo menos 40 pontos e quatro roubos de bola na mesma série. No decisivo Jogo 7, o Heat foi eliminado apesar de 35 pontos e nove rebotes de Butler.

#### Segunda final (2022)
Em 10 de novembro de 2022, Butler marcou 35 pontos, sua melhor marca na temporada, além de 10 rebotes e oito assistências em uma vitória por 117–112 na prorrogação contra o Charlotte Hornets. Ele marcou oito pontos consecutivos no final do tempo regulamentar para levar o jogo à prorrogação. Em 2 de dezembro, Butler voltou à equipe após perder os sete jogos anteriores devido a uma dor no joelho direito. Ele teve 15 rebotes, seu recorde na temporada, e marcou 25 pontos em uma vitória por 120–116 na prorrogação contra os atuais campeões da Conferência Leste, o Boston Celtics. Em 10 de janeiro de 2023, Butler igualou sua melhor marca na temporada com 35 pontos, além de sete rebotes, quatro assistências, quatro roubos de bola e três bloqueios, em uma vitória por 112–111 sobre o Oklahoma City Thunder. Ele liderou o time acertando 23 de 23 lances livres, empatando com Dominique Wilkins pelo segundo maior número de lances livres convertidos sem errar na história da NBA. Em 11 de março, Butler marcou 38 pontos, sua melhor marca na temporada, incluindo 15 pontos nos últimos seis minutos do quarto período, quando o Miami superou uma desvantagem de 15 pontos. Seu arremesso de três pontos no estouro do cronômetro do tempo regulamentar levou o jogo à prorrogação, que o Heat perdeu por 126–114 contra o Orlando Magic. Em 1º de abril, Butler registrou 12 assistências, sua melhor marca na temporada, e marcou 35 pontos em uma vitória por 129–122 sobre o Dallas Mavericks.
Em 14 de abril, Butler, em sua segunda participação no Play-in, marcou 31 pontos, a maior pontuação do jogo, para ajudar o Heat a vencer por 102–91 seu ex-time, o Chicago Bulls, e garantir a oitava vaga nos playoffs. Ele e Max Strus se tornaram a terceira dupla do Heat a marcar 30 pontos cada em um jogo de play-in ou playoff. No Jogo 1 da primeira rodada contra o Milwaukee Bucks, líder da temporada regular, Butler registrou 35 pontos, 5 rebotes, 11 assistências e três roubos de bola em uma vitória por 130–117, liderando o Heat a uma vantagem de 1–0 na série. Com isso, ele se tornou o segundo jogador com mais jogos de 35+ pontos nos playoffs na história do Heat (10), superando LeBron James (9) e ficando atrás apenas de Dwyane Wade (14). No Jogo 4 da série contra os Bucks, Butler marcou 56 pontos, sua maior marca na carreira, em uma vitória por 119–114. Seus 56 pontos também estabeleceram um recorde de pontos em um jogo de playoff da franquia, superando o recorde anterior de LeBron James de 49 pontos. No Jogo 5 da série contra os Bucks, Butler registrou 42 pontos, oito rebotes, quatro assistências e dois roubos de bola em uma vitória por 128–126 na prorrogação, levando o Heat à segunda rodada dos playoffs. Ele também se tornou o primeiro jogador na história do Heat a marcar 40 pontos em jogos consecutivos de playoffs e alcançou seu oitavo jogo de 40 pontos nos playoffs pelo Heat, superando o recorde anterior de Dwyane Wade de sete jogos de 40 pontos nos playoffs. Nos Jogos 4 e 5, Butler somou um total de 98 pontos, tornando-se um dos cinco jogadores na história dos playoffs da NBA a alcançar essa marca em um intervalo de dois jogos. Ele se juntou a Michael Jordan (que conseguiu o feito em três ocasiões), Jerry West, Elgin Baylor e Rick Barry. Butler terminou a série com médias de 37,6 pontos, 6 rebotes, 4,8 assistências e 1,8 roubos de bola. No Jogo 1 das finais da Conferência Leste, ele registrou 35 pontos, cinco rebotes, sete assistências e seis roubos de bola, o máximo de sua carreira nos playoffs, em uma vitória por 123–116 sobre o Boston Celtics. O Heat eventualmente avançou para as Finais da NBA após vencer a série em sete jogos. Em uma votação apertada entre ele e Caleb Martin, Butler foi nomeado MVP das Finais da Conferência Leste com médias de 24,7 pontos, 7,6 rebotes, 6,1 assistências e 2,6 roubos de bola. No Jogo 2 das Finais da NBA, Butler marcou 21 pontos e deu nove assistências em uma vitória por 111–108 sobre o Denver Nuggets. Ele se juntou a LeBron James e Dwyane Wade como os únicos jogadores na história do Heat a marcar pelo menos 500 pontos, 100 rebotes e 100 assistências em uma única pós-temporada. No entanto, o Heat perdeu os próximos 3 jogos da série e foi derrotado nas finais em 5 jogos.
Em 16 de novembro de 2023, Butler marcou 36 pontos em uma vitória por 122–115 sobre o Brooklyn Nets, liderando o Heat a sua primeira sequência de sete vitórias consecutivas desde 14 de janeiro de 2018. Em 7 de fevereiro de 2024, ele registrou seu 16º triplo-duplo na carreira com 17 pontos, 11 rebotes, 11 assistências e três roubos de bola em uma vitória por 116–104 sobre o San Antonio Spurs. Em 2 de março, Butler marcou 37 pontos, sua melhor marca na temporada, em uma vitória por 126–120 sobre o Utah Jazz.
No início de janeiro de 2025, Butler informou o Miami Heat que desejava ser trocado. Butler foi suspenso por sete jogos pelo Miami Heat. A equipe alegou que Butler perdeu sessões de treinamento e insistiu em tomar voos separados do resto do time.

#### Golden State Warriors (2025-presente)
Em 5 de fevereiro de 2025, o Miami Heat finalizou uma troca que enviou Jimmy Butler para o Golden State Warriors, em uma negociação que envolveu múltiplas equipes e jogadores. Butler assinou uma extensão de contrato de dois anos no valor de US$ 111 milhões com os Warriors, válida até a temporada 2026-27.
Butler também escolheu trocar o número de sua camisa em homenagem a um brasileiro. Após usar 21 e 23 ao longo de toda sua carreira, o jogador optou pelo número 10, um tributo a seu amigo pessoal Neymar. Ele também mudou a forma de exibição do seu nome para "Butler III". 
Em 8 de fevereiro de 2025, Butler fez sua estreia pelos Warriors, contribuindo com 25 pontos em uma vitória por 132–111 sobre o Chicago Bulls.

## Estatísticas da carreira
|  | Líder da liga |

### NBA

#### Temporada regular
| Ano      | Equipe       | PJ  | PT  | MPJ  | AP   | 3P   | LL   | RT  | AS  | BR  | TO  | PPJ  |
| -------- | ------------ | --- | --- | ---- | ---- | ---- | ---- | --- | --- | --- | --- | ---- |
| 2011-12  | Chicago      | 42  | 0   | 8.5  | .405 | .182 | .768 | 1.3 | .3  | .3  | .1  | 2.6  |
| 2012-13  | Chicago      | 82  | 20  | 26.0 | .467 | .381 | .803 | 4.0 | 1.4 | 1.0 | .4  | 8.6  |
| 2013-14  | Chicago      | 67  | 67  | 38.7 | .397 | .283 | .769 | 4.9 | 2.6 | 1.9 | .5  | 13.1 |
| 2014-15  | Chicago      | 65  | 65  | 38.7 | .462 | .378 | .834 | 5.8 | 3.3 | 1.8 | .6  | 20.0 |
| 2015-16  | Chicago      | 67  | 67  | 36.9 | .454 | .312 | .832 | 5.3 | 4.8 | 1.6 | .6  | 20.9 |
| 2016-17  | Chicago      | 76  | 75  | 37.0 | .455 | .367 | .865 | 6.2 | 5.5 | 1.9 | .4  | 23.9 |
| 2017-18  | Minnesota    | 59  | 59  | 36.7 | .474 | .350 | .854 | 5.3 | 4.9 | 2.0 | .4  | 22.2 |
| 2018-19  | Minnesota    | 10  | 10  | 36.1 | .471 | .378 | .787 | 5.2 | 4.3 | 2.4 | 1.0 | 21.3 |
| 2018-19  | Philadelphia | 55  | 55  | 33.2 | .461 | .338 | .868 | 5.3 | 4.0 | 1.8 | .5  | 18.2 |
| 2019-20  | Miami        | 58  | 58  | 33.8 | .455 | .244 | .834 | 6.7 | 6.0 | 1.8 | .6  | 19.9 |
| 2020-21  | Miami        | 52  | 52  | 33.6 | .497 | .245 | .863 | 6.9 | 7.1 | 2.1 | .3  | 21.5 |
| 2021-22  | Miami        | 57  | 57  | 33.9 | .480 | .233 | .870 | 5.9 | 5.5 | 1.6 | .5  | 21.4 |
| 2022-23  | Miami        | 64  | 64  | 33.4 | .539 | .350 | .850 | 5.9 | 5.3 | 1.8 | .3  | 22.9 |
| 2023-24  | Miami        | 60  | 60  | 34.0 | .499 | .414 | .858 | 5.3 | 5.0 | 1.3 | .3  | 20.8 |
| 2024-25  | Miami        | 25  | 25  | 30.6 | .540 | .361 | .801 | 5.2 | 4.8 | 1.1 | .4  | 17.0 |
| 2024-25  | Warriors     | 30  | 30  | 32.7 | .476 | .279 | .870 | 5.5 | 5.9 | 1.7 | .3  | 17.9 |
| Carreira | Carreira     | 869 | 764 | 33.1 | .472 | .328 | .843 | 5.3 | 4.3 | 1.6 | .4  | 18.3 |
| All-Star | All-Star     | 4   | 1   | 12.8 | .750 | .000 | .000 | 1.8 | 1.5 | 1.8 | .0  | 4.5  |

#### Play-in
| Ano      | Equipe   | PJ | PT | MPJ  | AP   | 3P   | LL   | RT  | AS  | BR  | TO | PPJ  |
| -------- | -------- | -- | -- | ---- | ---- | ---- | ---- | --- | --- | --- | -- | ---- |
| 2023     | Miami    | 2  | 2  | 40.7 | .395 | .000 | .857 | 4.5 | 6.0 | 2.0 | .5 | 26.0 |
| 2024     | Miami    | 1  | 1  | 39.7 | .278 | .333 | .875 | 4.0 | 5.0 | 5.0 | .0 | 19.0 |
| 2025     | Warriors | 1  | 1  | 39.7 | .600 | .500 | .667 | 7.0 | 6.0 | 3.0 | .0 | 38.0 |
| Carreira | Carreira | 4  | 4  | 40.2 | .419 | .307 | .787 | 5.0 | 5.7 | 3.0 | .2 | 27.2 |

#### Playoffs
| Ano      | Equipe       | PJ  | PT  | MPJ  | AP   | 3P   | LL   | RT  | AS  | BR  | TO | PPJ  |
| -------- | ------------ | --- | --- | ---- | ---- | ---- | ---- | --- | --- | --- | -- | ---- |
| 2012     | Chicago      | 3   | 0   | 1.3  | —    | —    | —    | .0  | .0  | .0  | .0 | .0   |
| 2013     | Chicago      | 12  | 12  | 40.8 | .435 | .405 | .818 | 5.2 | 2.7 | 1.3 | .5 | 13.3 |
| 2014     | Chicago      | 5   | 5   | 43.6 | .386 | .300 | .783 | 5.2 | 2.2 | 1.4 | .0 | 13.6 |
| 2015     | Chicago      | 12  | 12  | 42.2 | .441 | .389 | .819 | 5.6 | 3.2 | 2.4 | .8 | 22.9 |
| 2017     | Chicago      | 6   | 6   | 39.8 | .426 | .261 | .809 | 7.3 | 4.3 | 1.7 | .8 | 22.7 |
| 2018     | Minnesota    | 5   | 5   | 34.0 | .444 | .471 | .833 | 6.0 | 4.0 | .8  | .2 | 15.8 |
| 2019     | Philadelphia | 12  | 12  | 35.1 | .451 | .267 | .875 | 6.1 | 5.2 | 1.4 | .6 | 19.4 |
| 2020     | Miami        | 21  | 21  | 38.4 | .488 | .349 | .859 | 6.5 | 6.0 | 2.0 | .7 | 22.2 |
| 2021     | Miami        | 4   | 4   | 38.5 | .297 | .267 | .727 | 7.5 | 7.0 | 1.3 | .3 | 14.5 |
| 2022     | Miami        | 17  | 17  | 37.0 | .506 | .338 | .841 | 7.4 | 4.6 | 2.1 | .6 | 27.4 |
| 2023     | Miami        | 22  | 22  | 39.7 | .468 | .359 | .806 | 6.5 | 5.9 | 1.8 | .6 | 26.9 |
| 2025     | Warriors     | 11  | 11  | 36.1 | .447 | .306 | .800 | 6.6 | 5.2 | 1.3 | .3 | 19.2 |
| Carreira | Carreira     | 130 | 127 | 37.8 | .459 | .344 | .827 | 6.2 | 4.7 | 1.7 | .5 | 21.1 |

### Universitário
| Ano      | Equipe    | PJ  | PT | MPJ  | AP   | 3P   | LL   | RT  | AS  | BR  | TO | PPJ  |
| -------- | --------- | --- | -- | ---- | ---- | ---- | ---- | --- | --- | --- | -- | ---- |
| 2008–09  | Marquette | 35  | 0  | 19.6 | .514 | .000 | .768 | 3.9 | .7  | .5  | .5 | 5.6  |
| 2009–10  | Marquette | 34  | 34 | 34.3 | .530 | .500 | .766 | 6.4 | 2.0 | 1.3 | .6 | 14.7 |
| 2010–11  | Marquette | 37  | 35 | 34.6 | .490 | .345 | .783 | 6.1 | 2.3 | 1.4 | .4 | 15.7 |
| Carreira | Carreira  | 106 | 69 | 29.5 | .511 | .281 | .772 | 5.4 | 1.6 | 1.0 | .5 | 12.0 |

## Prêmios e homenagens
- NBA Larry Bird Eastern Conference Finals MVP: 2023;
- NBA Most Improved Player: 2015;
- 6x NBA All-Star: 2015, 2016, 2017, 2018, 2020, 2022;
- 5x All-NBA Team:
  - Segundo Time: 2023;
  - Terceiro Time: 2017, 2018, 2020, 2021;
- 4x NBA All-Defensive Team:
  - Segundo Time: 2014, 2015, 2016, 2018;
- 2x Líder em minutos por jogo da NBA: 2014 e 2015;
- Líder em roubos de bola por jogo da NBA: 2021;

- Seleção dos Estados Unidos:
  - Jogos Olímpicos:
    -  Medalha de Ouro 2016

## Vida pessoal
Enquanto frequentava a Universidade Marquette, Butler obteve um diploma de bacharel em comunicação.
Butler é fã de música country e participou do videoclipe da música country "Light It Up" de Luke Bryan. Ele é amigo de Mark Wahlberg, que conheceu enquanto estava filmando Transformers: Age of Extinction em Chicago. Os dois passaram férias em Paris juntos.
Butler se tornou fã de futebol durante as Olimpíadas de 2016, depois de ver Neymar Jr. jogar pelo Brasil. Ele cita o Paris Saint Germain como seu time favorito e Neymar como seu jogador favorito.
Butler e sua namorada têm uma filha. Ele perdeu os três primeiros jogos da temporada de 2019-20 devido ao nascimento dela.
Na Bolha da NBA, Butler abriu sua própria cafeteria, que operava em seu quarto de hotel usando sua cafeteira francesa, cobrando US $ 20 por xícara. Um ano depois, ele lançou oficialmente sua marca de café e planejava dedicar seu tempo ao negócio após a aposentadoria.
Durante os playoffs de 2023, Butler registrou a marca "Himmy Butler" com o objetivo de lançar sua própria linha de roupas e bebidas. O apelido "Himmy" surgiu da expressão popular "he's him", que ganhou popularidade durante a campanha liderada por Butler no Miami Heat naquela pós-temporada.